# Chilonorhinus
Chilonorhinus är ett släkte av skalbaggar. Chilonorhinus ingår i familjen vivlar.
Kladogram enligt Catalogue of Life:
| Chilonorhinus | \| \| Chilonorhinus corcyreus \| \| \| \| \| \| Chilonorhinus sahlbergi \| \| \| \| \| \| Chilonorhinus sitonoides \| \| \| \| |
|               | \| \| Chilonorhinus corcyreus \| \| \| \| \| \| Chilonorhinus sahlbergi \| \| \| \| \| \| Chilonorhinus sitonoides \| \| \| \| |
|               | Chilonorhinus corcyreus |
|               | |
|               | Chilonorhinus sahlbergi |
|               | |
|               | Chilonorhinus sitonoides |
|               | |